# Arthur Auwers
Georg Friedrich Julius Arthur von Auwers (12 de septiembre de 1838 - 24 de enero de 1915) fue un astrónomo alemán, autor de un catálogo estelar unificado.

## Semblanza
Asistió a la Universidad de Gotinga y trabajó en Königsberg (hoy Kaliningrado). Se especializó en astrometría, haciendo mediciones muy precisas del movimiento y posiciones estelares. Detectó las estrellas compañeras de Sirio y de Procyon por sus efectos sobre las respectivas estrellas principales, antes de que los telescopios fueran lo suficientemente precisos como para poder observarlas directamente.
Desde 1866 fue Secretario de la Academia Prusiana de las Ciencias, y dirigió expediciones para medir el tránsito de Venus, con el fin de medir la distancia de la tierra al Sol con mayor precisión y así poder calcular con mayor exactitud las dimensiones del Sistema solar. Dio inicio a un proyecto para unificar todos los catálogos estelares disponibles, un interés que comenzó con el catálogo de nebulosas que publicó en 1862. Murió en Berlín. Su tumba se conserva en el  Friedhof&Ibsp;I der Jerusalems- und Neuen Kirchengemeinde  (Cementerio protestante n.º I de las congregaciones de la Iglesia de Jerusalén y de la Nueva Iglesia) en Berlín-Kreuzberg, al sur de Hallesches Tor).
Su hijo, Karl von Auwers, se convirtió en un conocido químico y descubridor de la síntesis de Auwers.

## Reconocimientos
- Medalla de oro de la Real Sociedad Astronómica en 1888.
- Medalla James Craig Watson en 1891.
- Medalla Bruce  en 1899.

## Eponimia
- El cráter lunar Auwers lleva este nombre en su memoria.[2]
- El asteroide (11760) Auwers también conmemora su nombre.[3]

### Obituarios
- AN 200 (1915) 185/186 (en alemán)
- MNRAS 76 (1916) 284
- Obs 38 (1915) 177

- Datos: Q57349
- Multimedia: Arthur Auwers / Q57349